# Lampedusa - Dall'orizzonte in poi
Lampedusa - Dall'orizzonte in poi è una miniserie televisiva italiana, prodotta da Fabula Pictures in collaborazione con Rai Fiction, andata in onda in prima visione su Rai 1 il 20 e 21 settembre 2016 in prima serata.

## Trama
La fiction, tratta dell'accoglienza e dell'aiuto dei migranti che in seguito agli sbarchi quotidiani nell'isola cercano in Europa la soluzione ai loro problemi di vita. Il protagonista, è il maresciallo Marco Serra della Guardia costiera, che dopo una tragedia personale, si è trasferito a Lampedusa per ispezionare la costa tra Italia e Libia.
Il lavoro del maresciallo Serra è assistito da una propria équipe, insieme a Viola che gestisce il centro d'accoglienza dell'Isola ed ogni giorno lavora con gruppi di migranti in condizioni poco favorevoli.

## Personaggi
- 1º Mar. Lgt. NP Marco Serra (comandante motovedetta CP 282), interpretato da Claudio Amendola
- Viola (direttrice del centro di accoglienza), interpretata da Carolina Crescentini
- CV (CP) Lannes (comandante sala operativa IMRCC - Roma), Massimo Wertmüller
- Lucia, interpretata da Paola Tiziana Cruciani
- Basile (comandante M/P Santa Rosalia), interpretato da Fabrizio Ferracane
- proprietario albergo, interpretato da Ninni Bruschetta
- 2° C. NP Salvo Valente, interpretato da Gaetano Bruno
- TV (CP) Ragusa (comandante di CIRCOMARE Lampedusa), interpretato da Peppino Mazzotta
- Adid, interpretato da Farid Elouardi
- Sc. 1ª cl. (SPE) NP/MCM Cannavacciuolo (cuoco di CP 282), interpretato da Andrea Di Maria
- C. 2ª cl. NP Giulia (timoniere CP 282), interpretato da Marta Gastini
- C. 1ª cl. NP/MS Fantone (motorista CP 282), interpretato da Adolfo Margiotta
- don Bruno, interpretato da Marcello Mazzarella
- Nemer, interpretato da Ahmed Hafiene
- Fatima, interpretato da Nina Gary
- sindaco Giordano, interpretato da Rosario Lisma
- 1º Mar. Lgt. NP Nardini (comandante motovedetta CP 300), interpretato da Vincenzo De Michele
- ispettore Cariddi, interpretato da Domenico Centamore
- dottor Francisci, interpretato da Peppe Mastrocinque
- Nadira, interpretato da Martina Sammarco
- sig.ra Montesi in Serra (ex moglie di Marco Serra), interpretato da Giulia Innocenti
- Vito Cabrini, interpretato da Giovanni Argante
- Marco, interpretato da Carlo Fabiano
- commerciante, interpretato da Gianni Federico
- proprietario negozio, interpretato da Filippo Pucillo

## Ascolti Tv
| Episodio nº | Messa in onda     | Telespettatori | Share |
| ----------- | ----------------- | -------------- | ----- |
| 1           | 20 settembre 2016 | 4.169.000      | 17,0% |
| 2           | 21 settembre 2016 | 3.298.000      | 13,4% |